# Supertaça Farroupilha de Futsal
A Supertaça Farroupilha de Futsal é uma competição de Futsal organizado pela Liga Gaúcha de Futsal, envolvendo clubes gaúchos, disputado desde 2022. É disputado entre os campeões das Taças Farroupilha do ano anterior e o campeão da Copa dos Pampas do ano anterior. A competição tem como alcunha "Encontro de campeões", justamente por reunir muitos dos campeões estaduais do ano anterior.
O número de participantes varia de edição para edição, pois as regiões das Taças Farroupilha não são fixas.
A competição é a primeira disputada nos calendários da Liga Gaúcha de Futsal, servindo de preparatório para as conseguintes competições, tal qual a Taça Farroupilha de Futsal (que serve de classificatória para a Supertaça Farroupilha) e o Gauchão de Futsal.
O maior campeão é dividido entre todos os clubes campeões até hoje, por todos terem apenas um título, sendo eles: ACBF, Guarani, Passo Fundo Futsal e Lagoa.

## Sistema de disputa
Caracterizada por ser uma competição de tiro curto, é disputada toda a competição na mesma semana. Geralmente iniciam-se os jogos na segunda-feira, e finalizada a fase de grupos na quarta-feira ou na quinta-feira. A semifinal e a final disputadas no final de semana.
Os 2 grupos são divididos em 4 ou 5 equipes e são disputados apenas jogos de ida. Os dois primeiros colocados se classificam para a semifinal, sendo que o primeiro colocado do grupo A enfrenta o segundo colocado do grupo B, e o primeiro colocado do grupo B enfrenta o segundo colocado do grupo A.

## Títulos por equipe

### Masculino
| Pos. | Equipe                           | Títulos  | Vices           | Semifinais |
| ---- | -------------------------------- | -------- | --------------- | ---------- |
| 1º   | Passo Fundo Futsal (Passo Fundo) | 1 (2024) | 1 (2025)        | 1 (2023)   |
| 2º   | Guarani (Frederico Westphalen)   | 1 (2023) | 0               | 1 (2024)   |
| 2º   | Lagoa (Lagoa Vermelha)           | 1 (2025) | 0               | 1 (2024)   |
| 4º   | ACBF (Carlos Barbosa)            | 1 (2022) | 0               | 0          |
| 5º   | AGE (Guaporé)                    | 0        | 2 (2022 e 2024) | 0          |
| 6º   | Cerro Largo Futsal (Cerro Largo) | 0        | 1 (2023)        | 1 (2025)   |
| 7º   | ANPF (Nova Petrópolis)           | 0        | 0               | 1 (2022)   |
| 7º   | Guarany (Espumoso)               | 0        | 0               | 1 (2022)   |
| 7º   | Horizontina Futsal (Horizontina) | 0        | 0               | 1 (2023)   |
| 7º   | AEU (Uruguaiana)                 | 0        | 0               | 1 (2025)   |

### Feminino
| Equipe            | Cidade            | Títulos         | Vices    |
| ----------------- | ----------------- | --------------- | -------- |
| Malgi             | Pelotas           | 2 (2023 e 2024) | 0        |
| ALAF              | Lajeado           | 0               | 1 (2023) |
| Santa Cruz Futsal | Santa Cruz do Sul | 0               | 1 (2024) |